# Marie-Antoinette (série télévisée)
Pour les articles homonymes, voir Marie-Antoinette.
Marie-Antoinette est une mini-série historique française en quatre épisodes de 90 minutes réalisée par Guy Lefranc (Guy-André Lefranc) et diffusée entre le 24 décembre 1975 et le 14 janvier 1976 sur TF1. Il s'agit d'une biographie de la reine de France Marie-Antoinette d'Autriche au XVIIIe siècle.
Au Québec, elle a été diffusée à partir du 3 août 1980 à la Télévision de Radio-Canada dans Les Beaux Dimanches.

## Réalisation
Marie-Antoinette est une fresque historique à la distribution extrêmement vaste (cent cinquante-huit acteurs, environ cinq cents figurants et entre huit cents et mille costumes fournis principalement par les studios des Buttes Chaumont) ; d'après le réalisateur, le tournage, effectué à Versailles même, fut relativement difficile en raison notamment des visiteurs.
L'angle adopté par les scénaristes consistait à retranscrire une vision fidèle à l'histoire, retraçant de façon historique la vie de la reine Marie-Antoinette, mais incorporant également des éléments romanesques,. L’œuvre brosse le portrait sans concession d'une reine frivole, dépensière et désintéressée des petites gens ; le réalisateur met ainsi à diverses reprises en scène le peuple (et ses misères), où l'image de Marie-Antoinette apparaît de plus en plus désastreuse. Seule la fin de sa vie après la Révolution fait d'elle une figure plus héroïque et courageuse. Ainsi, selon Maryline Crivello-Bocca, les quatre films fonctionnent comme un « conte de fée inversé » désacralisant et critiquant vivement la monarchie.

## Fiche technique
- Réalisation : Guy-André Lefranc
- Scénario et dialogues : Jean Chatenet et Jean Cosmos
- Images : Claude Robin
- Son : Bernard David
- Décors : Alain Nègre

## Distribution
- Geneviève Casile : Marie-Antoinette
  - Pascale Christophe : l'archiduchesse Antonia
- François Dyrek : Louis XVI
  - Jean-Michel Farcy : le dauphin Louis-Auguste
- Michèle Grellier : la comtesse Jeanne Du Barry
- Françoise Seigner : l'impératrice Marie-Thérèse d'Autriche
- Gisèle Touret : la comtesse de Noailles
- Anne Le Fol : la princesse de Lamballe
- Régine Blaess : Henriette Campan
- Jacqueline Jehanneuf : Mme Adélaïde
- Jacqueline Staup : Mme Victoire
- Maryse Meryl : Mme Sophie
- Robert Rimbaud : Louis XV
- Philippe Laudenbach : Joseph II d'Autriche
- Yves Brainville : Gluck
- Bernard Dhéran : Starhemberg
- François Perrot : le marquis de Durfort
- Van Doude : le comte de Mercy-Argenteau
- Georges Werler : l'abbé de Vermond
- Patrice Melennec : Lamballe
- Paul Rieger : Pichler
- Teddy Bilis : Lassonne
- Jacques Ciron : Noverre
- Alain Nobis : Kreutz
- Henri Déus : le comte Axel de Fersen
- Henri Guisol : le baron de Besenval
- Hubert de Lapparent : Mique
- Geneviève Mnich : Rose Bertin
- Roxane Saigre : la comtesse de Provence
- Corinne Le Poulain : la comtesse Gabrielle de Polignac
- Anne Marbeau : la comtesse Diane de Polignac
- Alain Pralon : le comte de Vaudreuil
- Gérard Caillaud : le comte de Provence
- Joël Felzines : le comte d'Artois
- Max Amyl : le baron de Breteuil
- Philippe March : le cardinal de Rohan
- Henri Labussière : Boehmer
- Jean-Henri Chambois : Miromesnil
- Fred Personne : Guillaume
- Bernard Allouf : Laurent
- Jacques Alric : Necker
- Franck-Olivier Bonnet : Turgot
- Yves-Marie Maurin : Vergniaud
- Serge Sauvion : Roederer
- Bernard Tixier : Pétion
- Pierre Meyrand : Mirabeau
- François Dunoyer : La Fayette
- Benoît Allemane : le chevalier de Rougeville
- Arlette Téphany : la marquise de Tourzel
- Dominique Borg : Mme Élisabeth
- Aude Landry : Mme Royale
- Aline Bertrand : Mme Tison
- Agnès Gattegno : Rosalie Lamorlière
- Joseph Falcucci : Cléry
- Yves Arcanel : Michonis
- Éric Brunet : Louis XVII
- Victor Garrivier : Fouquier-Tinville

## Épisodes
1. Les Délices du Royaume
2. Une reine pour Figaro
3. Le Roi n'a qu'un homme : sa femme
4. Le Fléau des Français